# Руис, Пабло
Пабло Максимилиано Мигель Коронель Видоэ (исп. Pablo Maximiliano Miguel Coronel Vidoz); 4 сентября 1975, Буэнос-Айрес, Аргентина) — более известен как Пабло Руис — аргентинский певец, актёр и танцор. В 1989 году в возрасте 14 лет стал известен со своими песнями «Proud Girl», «Lady Lady», «Linda» и его кавер-версией «Oh Mama», первоначально записанной группой Selena y Los Dinos.
После каминг-аута Рики Мартина в конце марта 2010 года, Руис заявил в телеинтервью с Вивианой Каносой, что он целовался с Мартином на вечеринке в Мексике, где он был 17-го числа, а Мартин около 22-го. В то время Мартин работал в телешоу Muñecos de Papel в Мексике. Terra.com, описывавший Руиса как едва известного, назвал его заявление [попыткой] подняться на славе Рики. LatinGossip.com сообщил, что Руис пытался лишь привлечь внимание и получить покровительство Рики и «нет никаких других причин для его заявления». FameWired.com предположил, что «много людей в будущем выступит с заявлениями, подобными Пабло Руиса, утверждая, что они целовались или у них был секс с Мартином, в надежде получить свои 15 минут славы».
В феврале 2010 года объявил о помолвке с бойфрендом, заявив, что в скором времени намерен сыграть свадьбу. Его бойфрендом является 18-летняя модель Эмилиано Терраззино.
В 2012 году обвинил австралийскую рок-группу Tame Impala в плагиате песни «Feels Like We Only Go Backwards» с его работы 1989 года «Océano».

## Дискография[3]
- 1985: Pablo Ruiz
- 1988: Un ángel
- 1989: Océano
- 1990: Espejos azules
- 1992: Irresistible
- 1994: 60/90
- 1997: Aire
- 1999: Was it something that I didn't say?
- 2001: Jamás
- 2003: Necesito tus besos
- 2005: Demasiado tarde
- 2009: Renacer